# Terra Boa (Brasil)
Terra Boa está localizado en el noroeste del Estado de Paraná, posee un área de 317.550 km² y una altitud de 635 metros. Su posición geográfica es de 23º 45’ latitud sur y 52º 26’ longitud oeste. El municipio es bordeado por los ríos Sao Mateus, Taquarimbé y el Río Ivaí (siendo este el principal).